# Aston Webb
Sir Aston Webb GCVO CB RA FRIBA (Londres, 22 de mayo de 1849 - Londres, 21 de agosto de 1930) fue un arquitecto inglés cuya obra se realizó desde finales del siglo XIX hasta principios del siglo XX. Diseñó la fachada principal del Palacio de Buckingham y el edificio principal del Victoria and Albert Museum, entre otras obras importantes en Inglaterra, muchas de ellas en asociación con Ingress Bell. Fue presidente de la Royal Academy de 1919 a 1924 y presidente fundador de la London Society.

## Biografía
Hijo de un acuarelista (y antiguo alumno del paisajista David Cox), Edward Webb, Aston Webb nació en Clapham, al sur de Londres, el 22 de mayo de 1849 y recibió su formación arquitectónica inicial articulada en la firma de Banks y Barry de 1866 a 1871, después de lo cual pasó un año viajando por Europa y Asia. Regresó a Londres en 1874 para establecer su propia oficina.
Desde principios de la década de 1880, se unió al Instituto Real de Arquitectos Británicos (1883) y comenzó a trabajar en sociedad con Ingress Bell (1836-1914). Su primer encargo importante fue un diseño ganador para los Tribunales de Justicia de Victoria en Birmingham (1886), el primero de numerosos esquemas de edificios públicos que la pareja diseñó durante los siguientes 23 años. Hacia el final de su carrera, Webb fue asistido por sus hijos,  Maurice y Philip. Ralph Knott, quien diseñó el County Hall de Londres, comenzó su trabajo como aprendiz de Webb ejecutando los dibujos para sus concursos.
Murió en Kensington, Londres, el 21 de agosto de 1930.

### Honores y premios

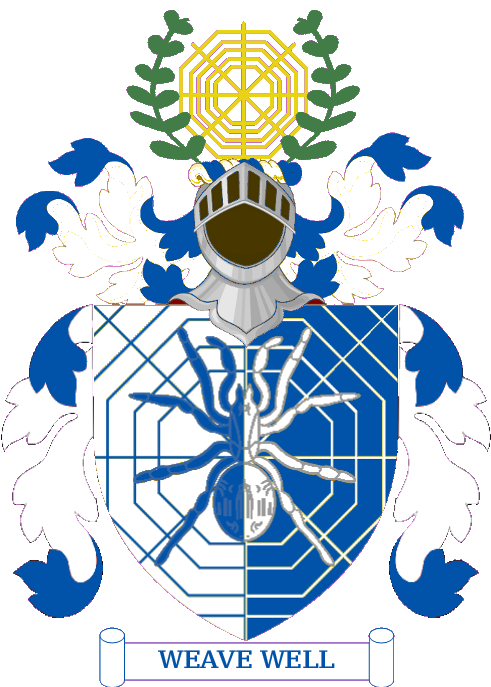
Escudo de armas de Webb

Se desempeñó como presidente de RIBA (1902-1904) y, después de haber sido elegido miembro de pleno derecho de la Royal Academy en 1903, se desempeñó como presidente interino de 1919 a 1924. Recibió la Royal Gold Medal de Arquitectura en 1905 y fue el primer galardonado con la Medalla de Oro del AIA  en 1907. Fue el primer presidente de la Sociedad de Londres en 1912.
Fue nombrado caballero en 1904,  nombrado Compañero de la Orden del Baño en 1909; y nombrado comandante de la Real Orden Victoriana en 1911, promovido a caballero comandante en 1914 y caballero de la Gran Cruz en 1925.
En 2011, un nuevo bulevar  construido en las proximidades de la Universidad de Birmingham recibió el nombre de Webb, luego de ser seleccionado el nombre por los residentes locales.

## Obras

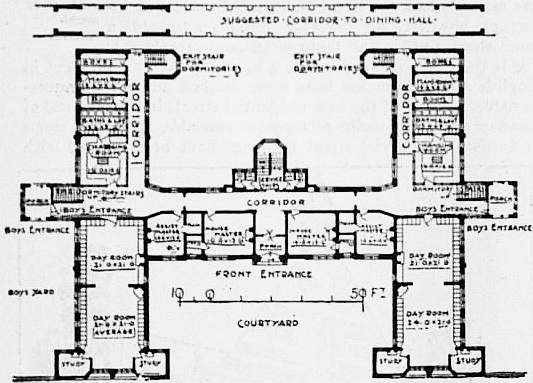
Un dibujo que muestra el plano de la casa de un maestro, New Christ's Hospital (Webb and Bell)

Uno de sus primeros trabajos fue construido para los Six Masters de The Royal Grammar School Worcester en 1877. Estas casas de beneficencia tienen un estilo Arts and Crafts, diferente de su trabajo posterior.
En 1881 diseñó la North Breache Manor en Surrey, una pequeña casa de campo de estilo gótico Tudor, pero con detalles de Arts and Crafts, uno de los contratos privados más grandes y extravagantes de este período temprano.
El primer trabajo importante de Webb fue la restauración de San Bartolomé el Grande medieval en Smithfield, Londres. Su hermano Edward Alfred Webb era el guardián de la iglesia en ese momento, y su asociación con la iglesia probablemente ayudó al joven arquitecto a conseguir el trabajo. En Londres, las obras más conocidas de Webb incluyen el Victoria Memorial y The Mall  y la fachada principal del Palacio de Buckingham, que rediseñó en 1913.
Webb también diseñó el edificio principal del Victoria and Albert Museum (diseñado en 1891, inaugurado en 1909), el  Royal United Services Institute, Whitehall (1893-1895) y, como parte del plan The Mall, el Admiralty Arch (1908-1909). También diseñó el Britannia Royal Naval College, en Devon, donde todavía se entrena a los oficiales de la Marina Real. Amplió y restauró con respeto la iglesia perpendicular de St John Baptist,  en Claines, Worcester, y la terminó en 1886. Cerca de allí, también fue responsable de la nueva iglesia de St. George, consagrada en 1895, que reemplazó a un edificio anterior más pequeño en St. George's Square., Barbourne, Worcester. Con su socio Ingress Bell, amplió la Iglesia de San Andrés, en Fulham Fields, Londres, remodeló el presbiterio, construyó la Capilla de la Virgen y diseñó el biombo.
Otros encargos de edificios educativos incluyeron los nuevos edificios del Christ's Hospital en Horsham, Sussex (1893-1902), el Royal College of Science, South Kensington (1900-1906), el King's College, Cambridge (1908), la Royal School of Mines, en South Kensington (1909-1913), Royal Russell School,  Coombe, Croydon, Surrey,  y el Royal College of Science de Irlanda, que ahora alberga los edificios del gobierno irlandés.
Los encargos residenciales incluyeron los números 2  (The Gables)  y 4 (Windermere) en Blackheath Park, en Blackheath, al sureste de Londres. También diseñó (1895-1896) un ala de la biblioteca, incluida la Cedar Library, en The Hendre, una gran mansión victoriana en Monmouthshire, para John Allan Rolls, primer Lord Llangattock.
En marzo de 1889, el consistorio de la Iglesia protestante francesa de Londres encargó a (sir) Aston Webb que diseñara una nueva iglesia. Fue erigida en 1891-1893 en 8–9 Soho Square en Londres. La iglesia es una de las obras de la escuela gótica de Aston Webb.
En 1901, Aston Webb diseñó la sede de una cervecería en 115 Tooley Street, Londres, recientemente convertida en 14 apartamentos como  "Aston Webb House". Esto se hizo como parte del desarrollo de More London.
Weetman Pearson, primer vizconde de Cowdray, encargó a Webb que realizara ampliaciones importantes en su propiedad, Dunecht House, Aberdeenshire, que se llevaron a cabo entre aproximadamente 1913-1920.
En la Universidad de Birmingham (1900-1912), todo el esquema director original, en estilo bizantino, fue producto de la asociación Webb-Bell. Consistía en un edificio curvo con cinco bloques radiales. El edificio central de Chancellor's Court que contiene el Gran Salón lleva el nombre de Aston Webb. La característica principal es una gran cúpula que se encuentra sobre la logia de entrada. Los dos bloques radiales a cada lado serían bloques de enseñanza para varias disciplinas de ingeniería; pero el más oriental no se construyó hasta que se agregó el Bramall Music Building aproximadamente un siglo después. El esquema también incluía el tramo recto de edificios hacia el norte completando la forma de 'D'. Originalmente, eran los edificios de los departamentos de física y química y la Biblioteca Harding Memorial. El esquema fue alterado por la torre del reloj independiente ("Old Joe") de más de 100 metros de altura y la estructura más alta de Birmingham hasta 1966.
En 1926, sir Aston Webb diseñó la capilla de Ellesmere College, Shropshire.

## Galería de imágenes

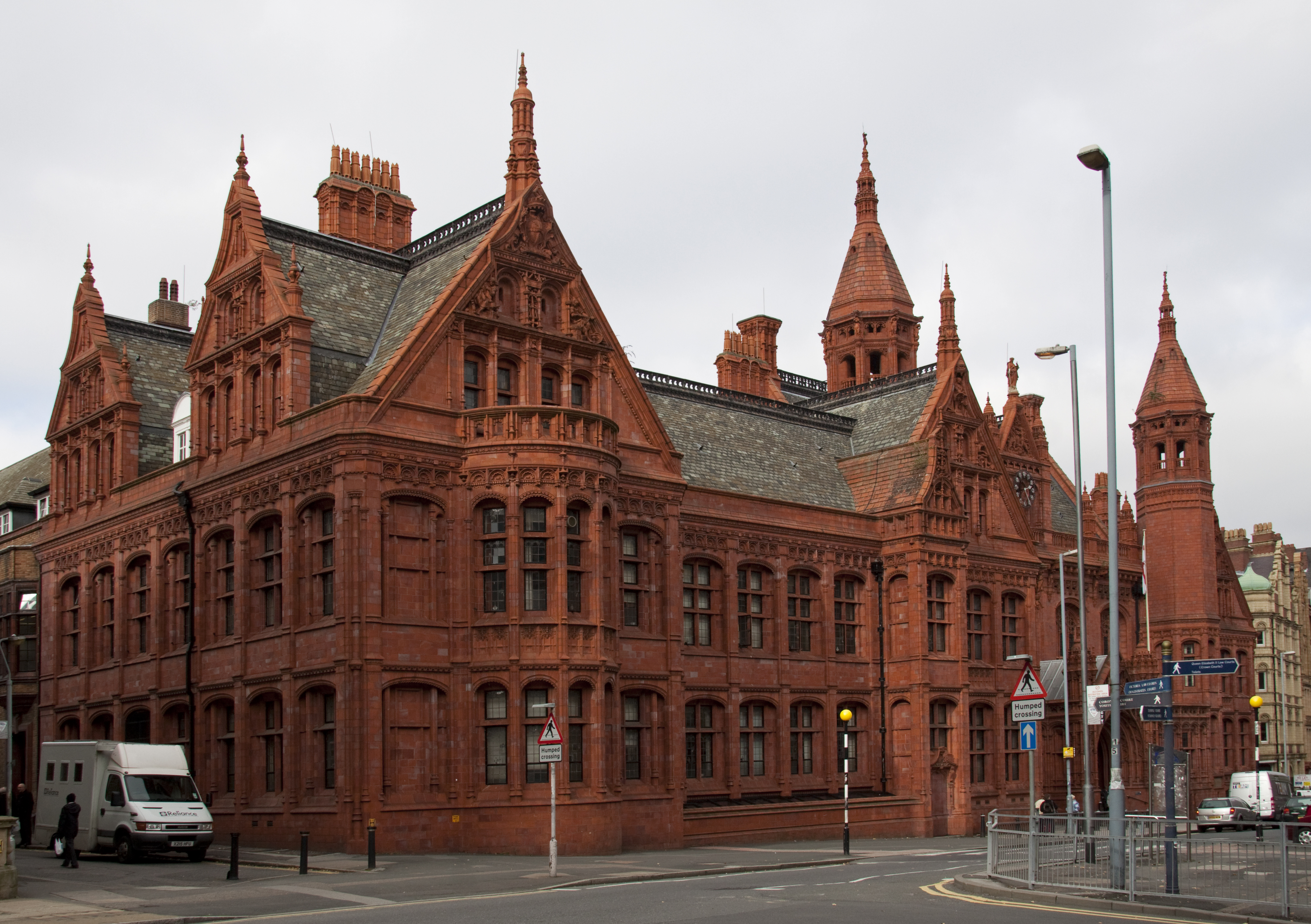
Victoria Law Courts (1886), Birmingham
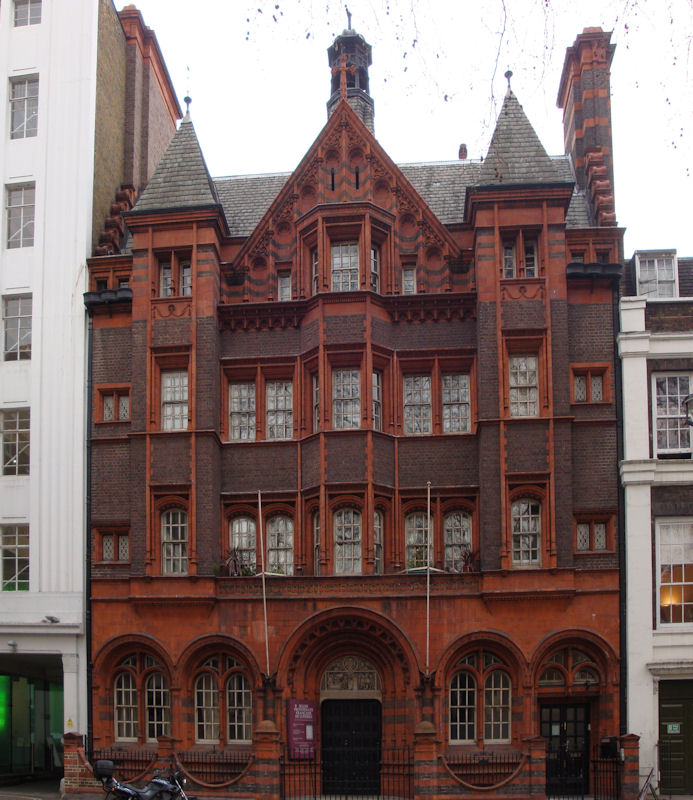
Iglesia protestante francesa (1891-1893), Soho Square
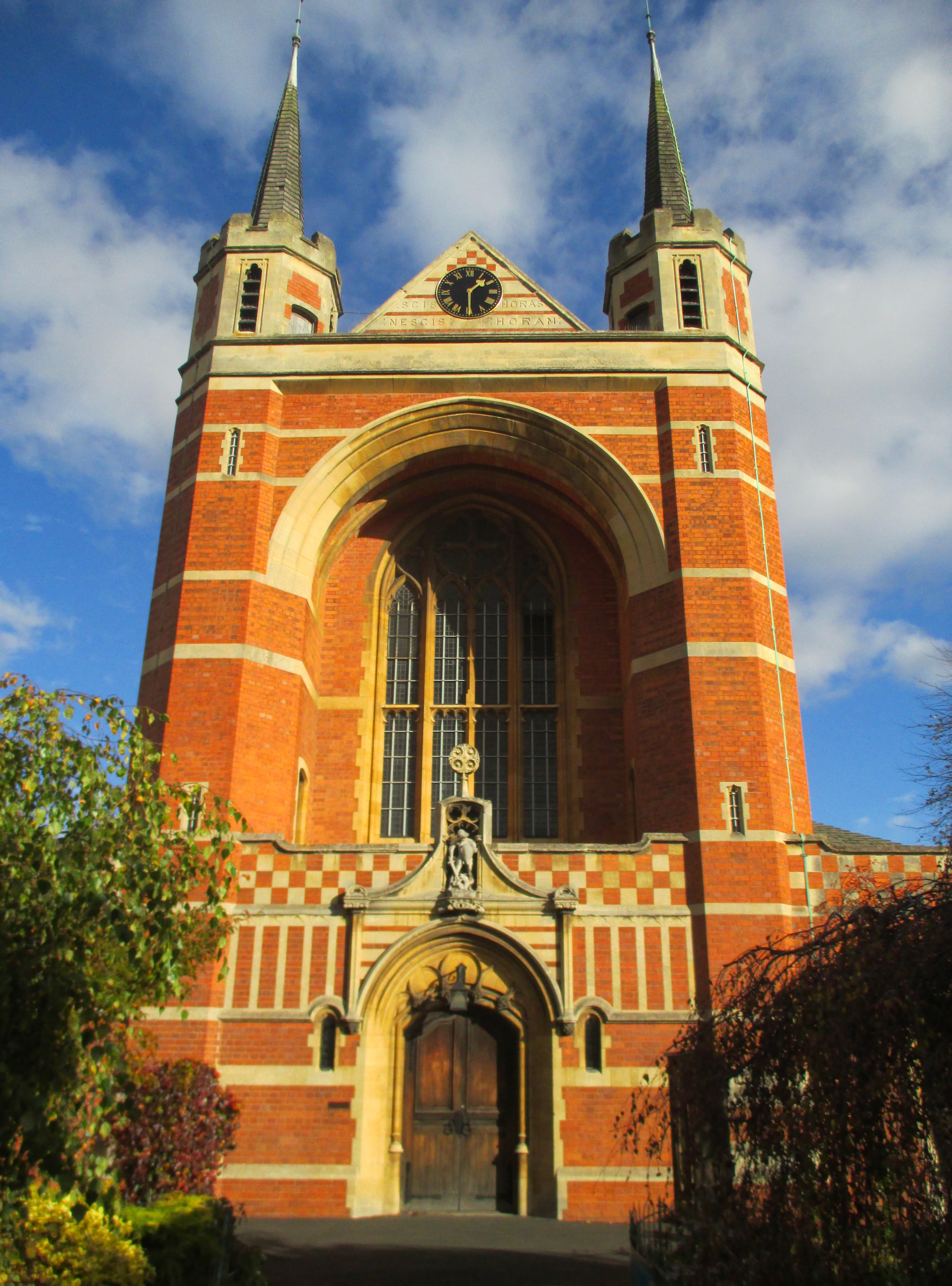
Iglesia de San Jorge, consagrada en 1895, Barbourne, Worcester
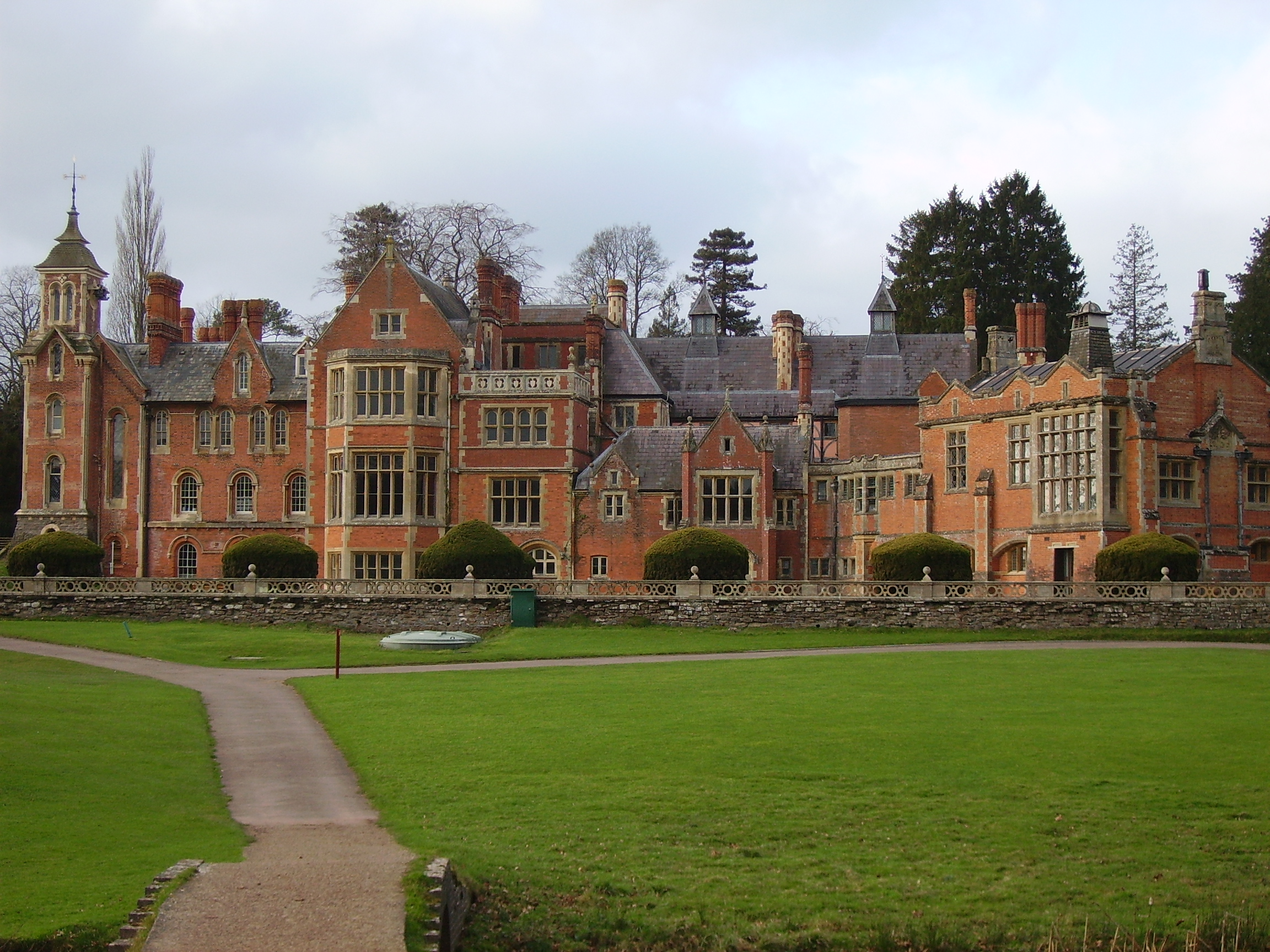
The Hendre (desde 1896), Monmouthshire, Gales
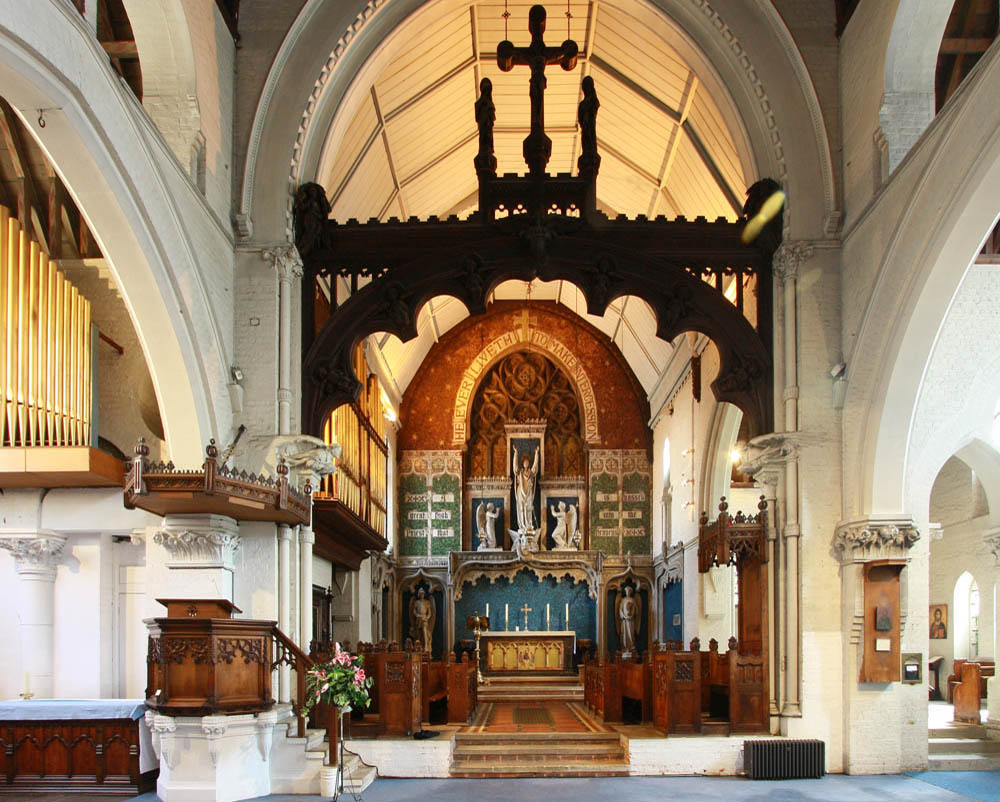
Coro alto de la iglesia de San Andrés (Fulham), Londres, diseñado por Sir Aston Webb y erigido en el Jubileo de diamante del 60.º aniversario de la reina Victoria (22 de junio de 1897)
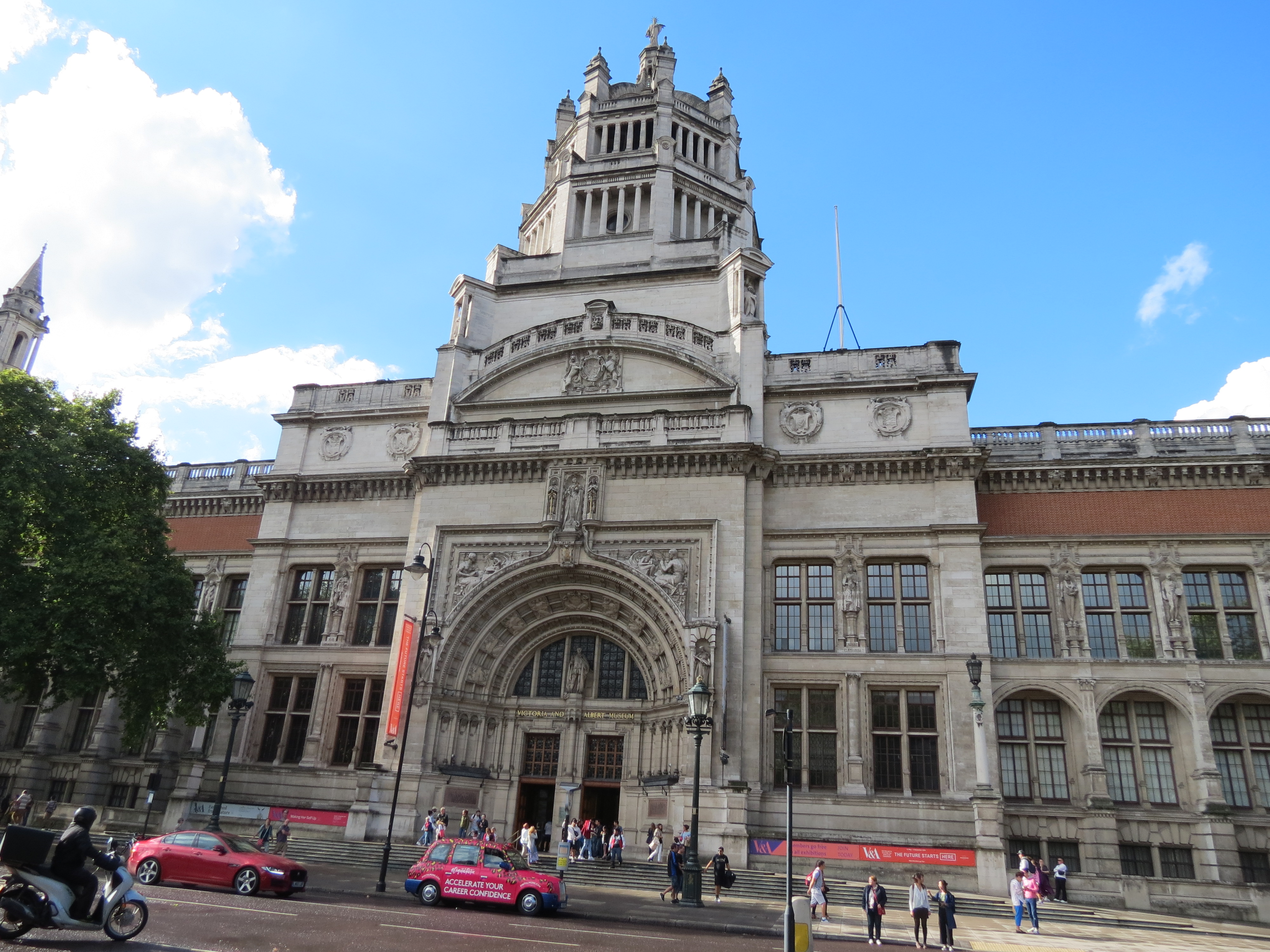
Entrada principal del Victoria and Albert Museum (1891-1909), frente a los Cromwell Gardens, South Kensington, Londres
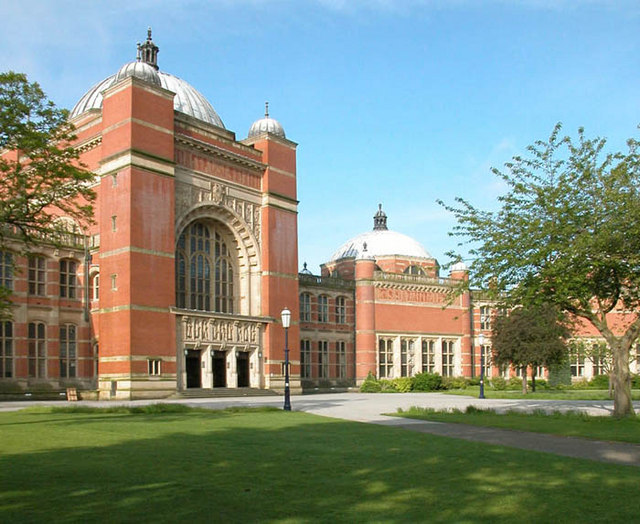
Edificio Aston Webb, The University of Birmingham (1900-1912)
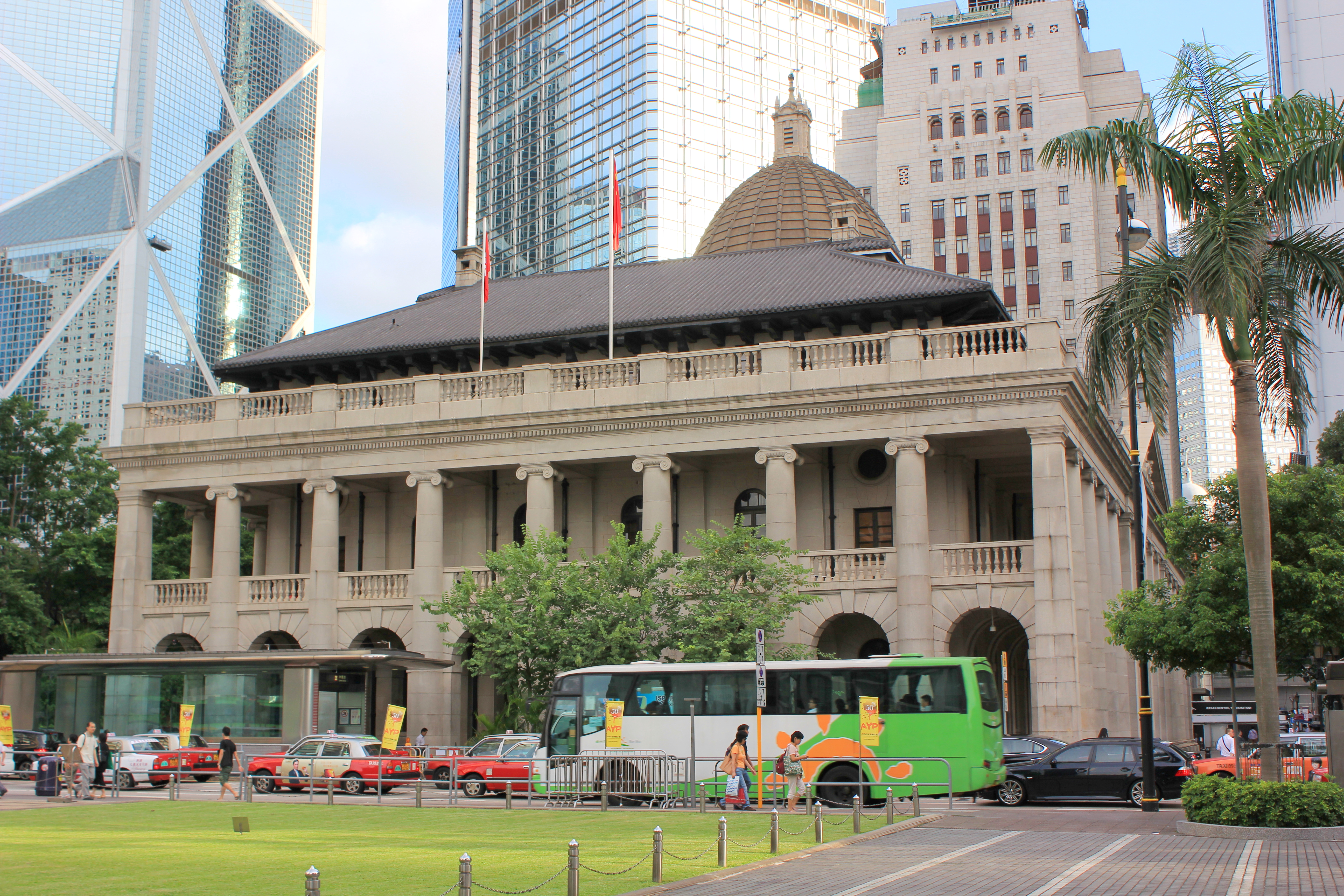
Edificio del Tribunal de Apelación Final (1900-1912), Hong Kong
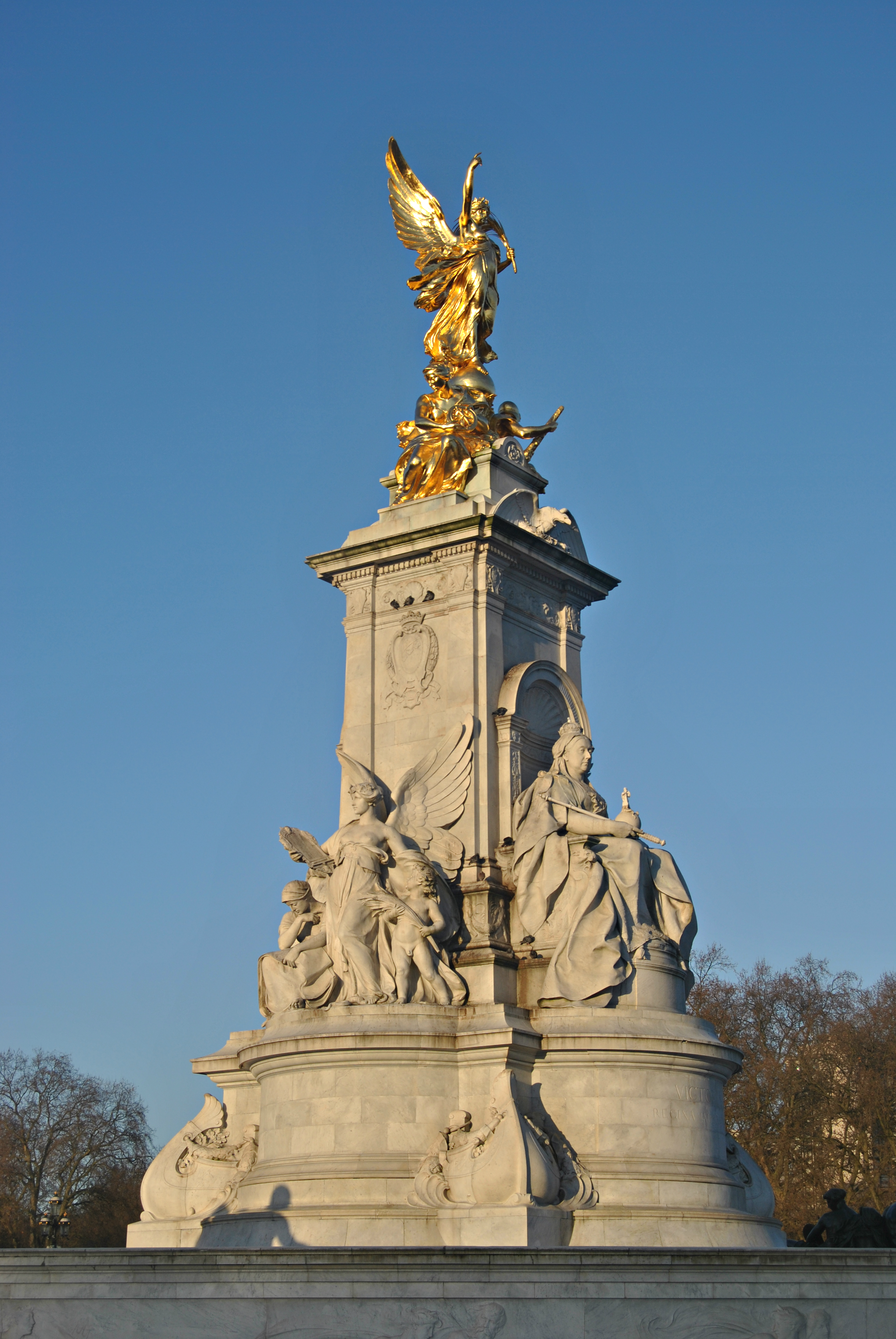
Victoria Memorial (1901-1924) del escultor sir Thomas Brock, punto culminante del plan para The Mall, Londres
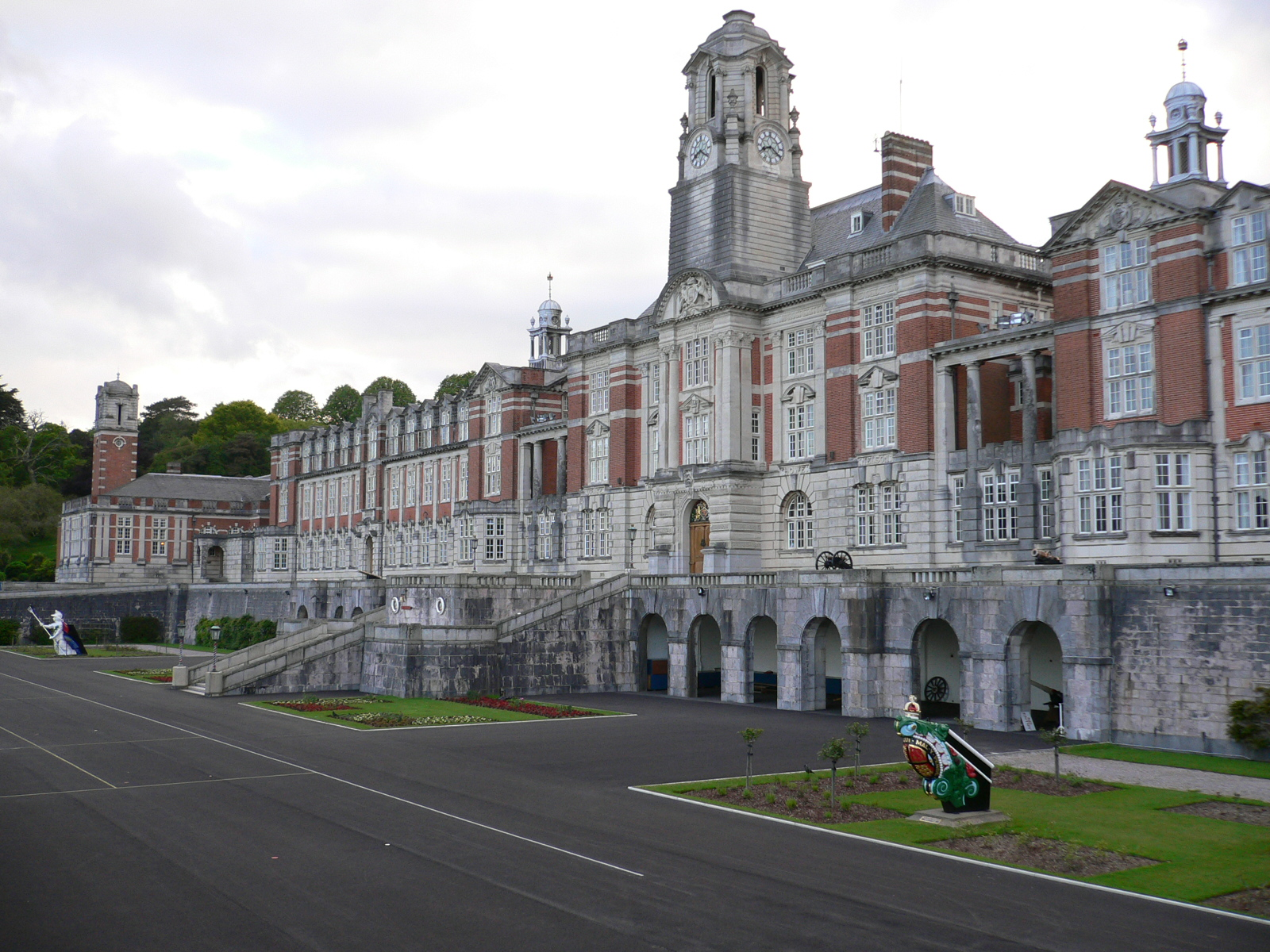
Britannia Royal Naval College (1902-1905), Dartmouth, Devon
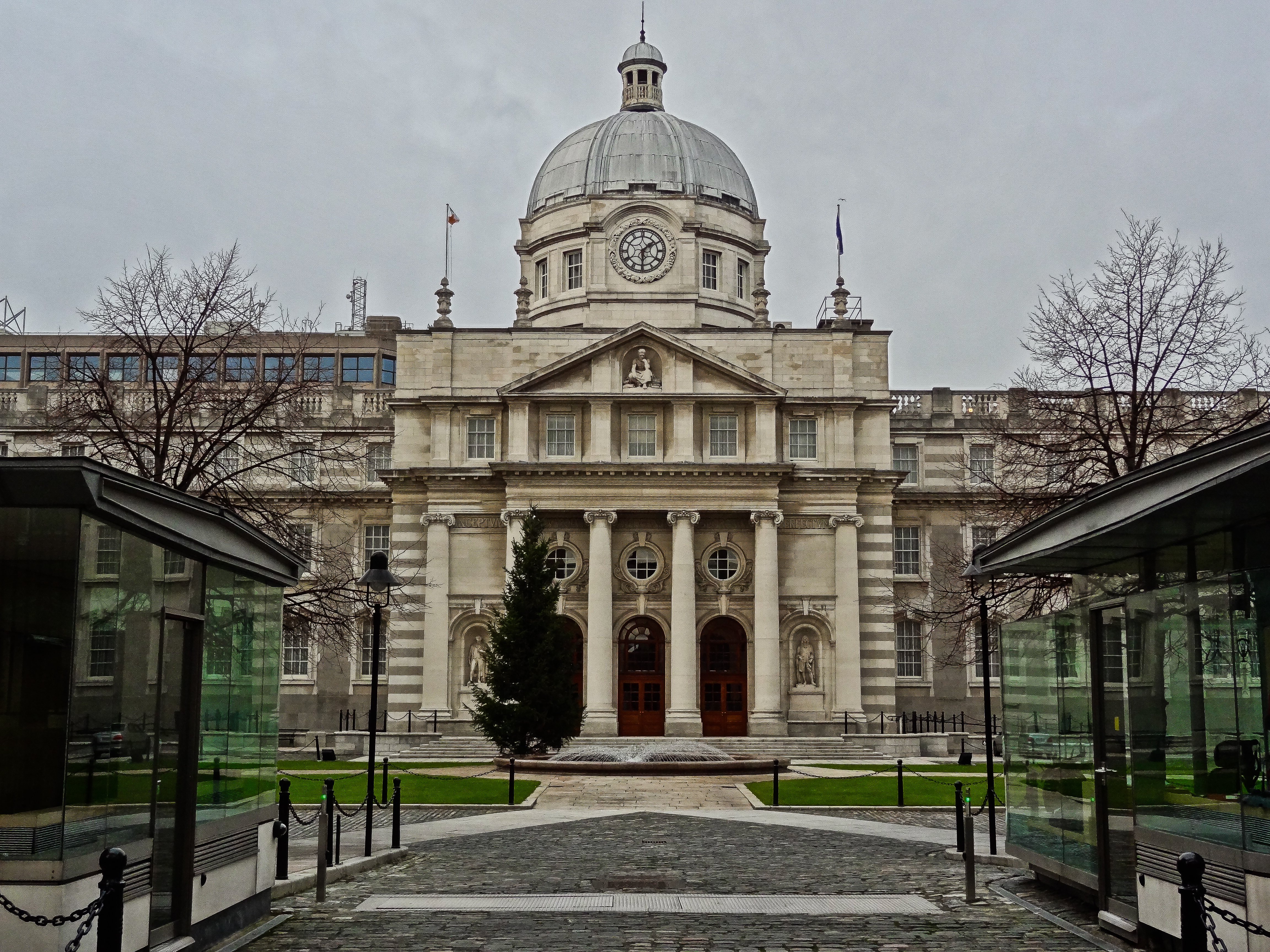
Government Buildings (1904-1911), Dublin, Irlanda
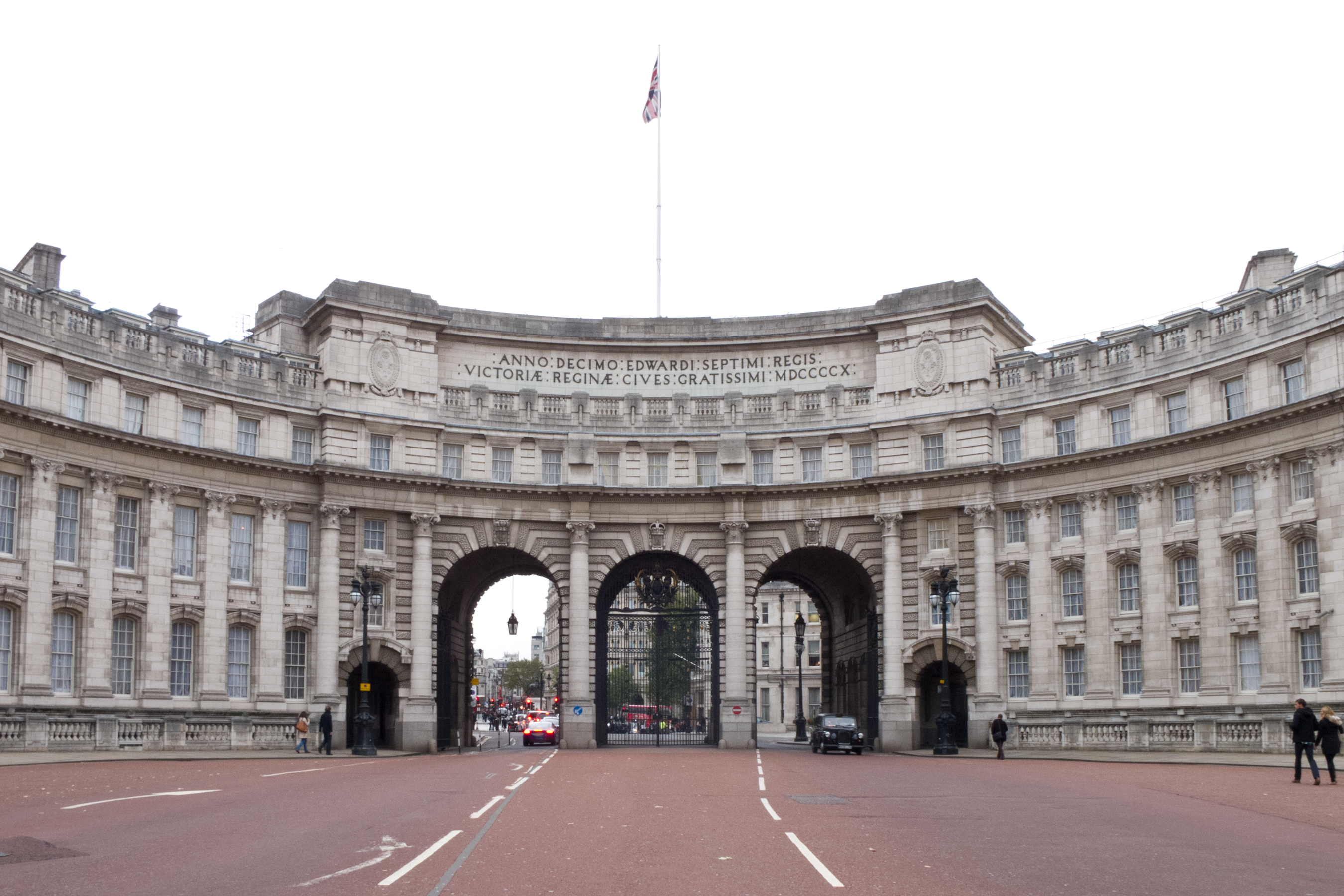
Arco del Almirantazgo (1908-1909), The Mall, Londres
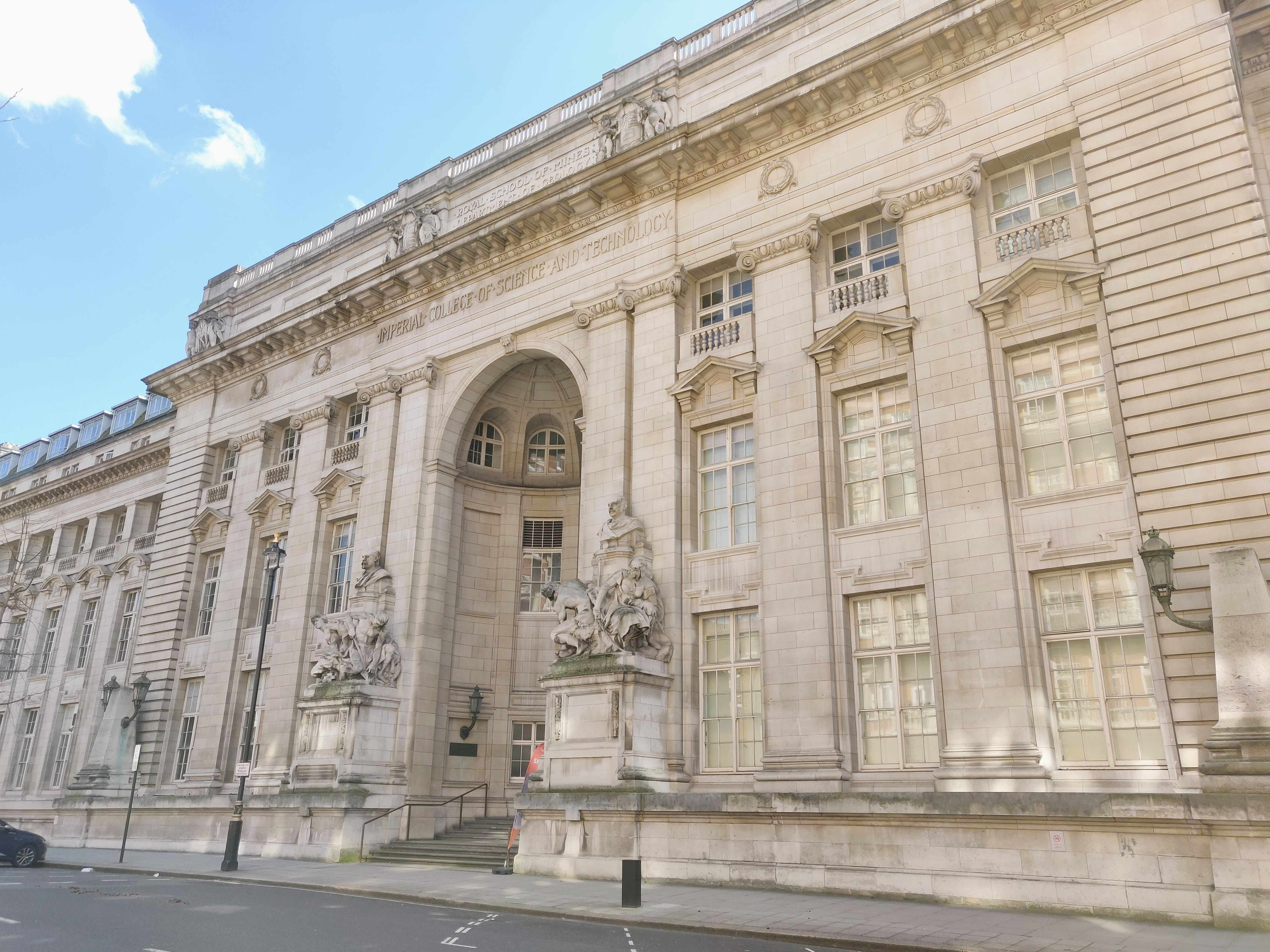
Entrada principal de la Royal School of Mines (1909-1913), South Kensington, Londres
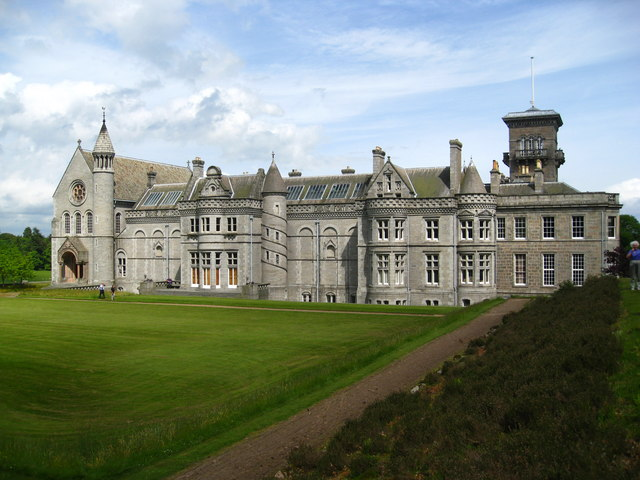
Ampliación de la Dunecht House (1912-1920), Aberdeenshire
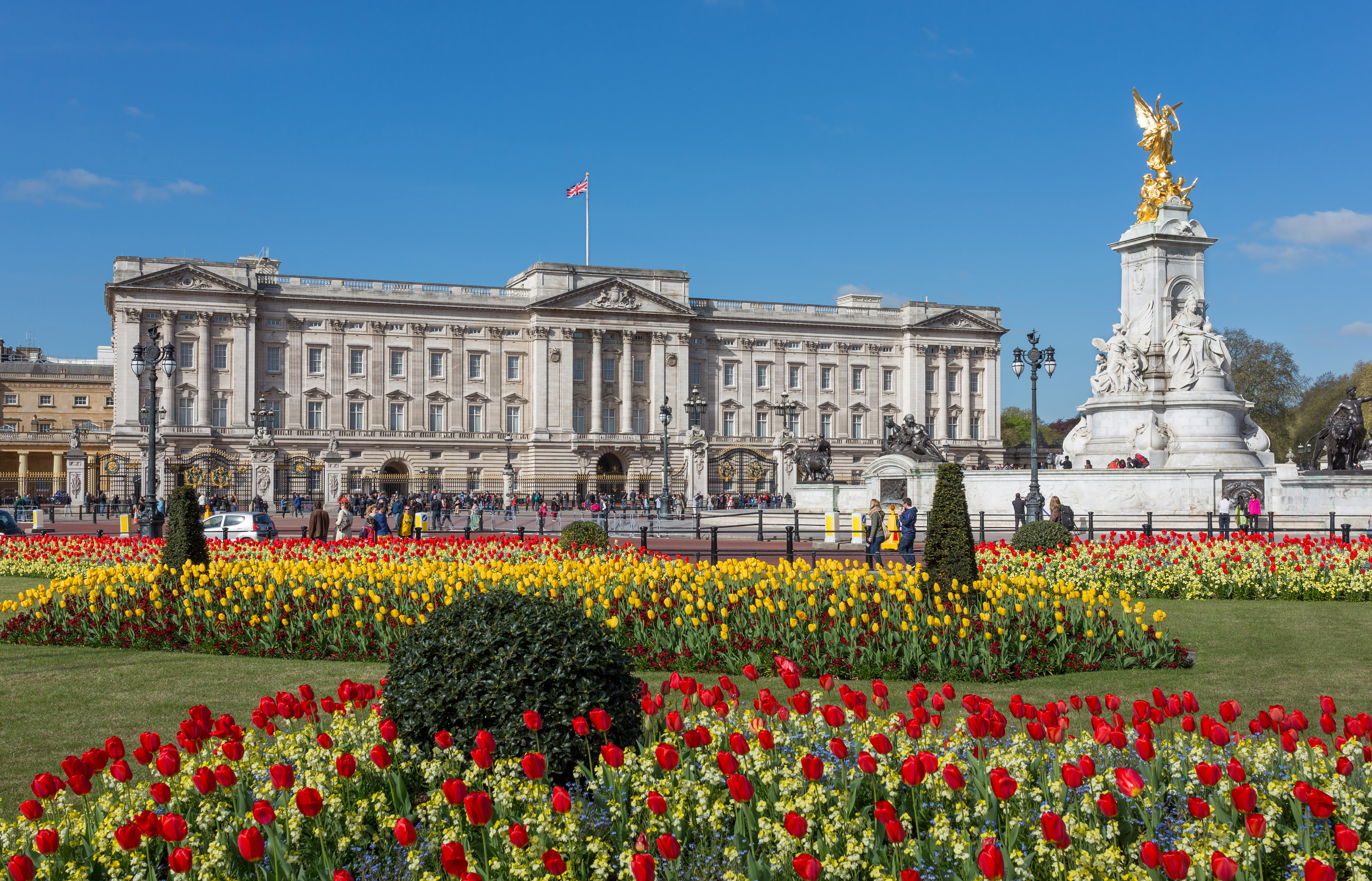
Fachada principal del Palacio de Buckingham (y monumento a Victoria), construido originalmente por Edward Blore y terminado en 1850, fue rediseñado en 1913 por sir Aston Webb
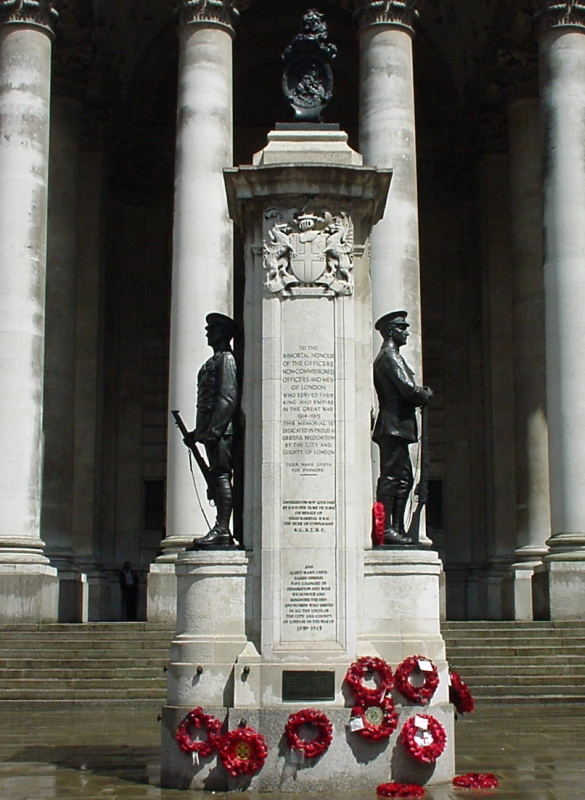
London Troops War Memorial (inaug. 1920), Royal Exchange, con escultura de Alfred Drury
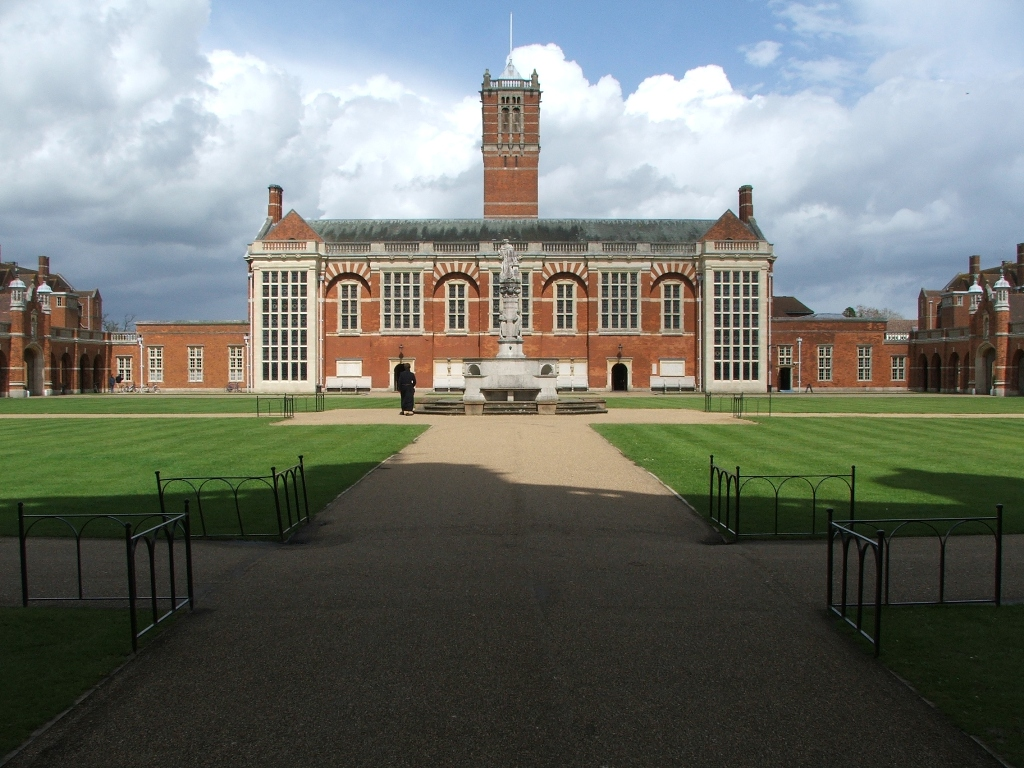
Patio, Christ's Hospital en Horsham, West Sussex